# Mensuur (blaasinstrument)
De mensuur van een blaasinstrument is de verhouding tussen de lengte en de doorsnede (dikte) van de (conische, anticonische of cilindrische) boring (en dito diens trillende luchtkolom). De mensuur is bepalend voor de boventonen die het instrument kan voortbrengen en bepaalt daarmee tevens de kenmerkende klankkleur van een instrument.
Een tuba heeft een wijde mensuur, waardoor de bastonen aan kracht winnen, en de klankkleur rond is. Een hoorn daarentegen heeft een veel nauwere mensuur. Dit zorgt voor een meer heldere klankkleur (rijker aan boventonen). Dankzij deze boventonen heeft dit instrument tevens een veel grotere ambitus.
De grootte van een orgelpijp (dat wil zeggen, het gedeelte van de pijp boven het labium met daarin de trillende luchtkolom) wordt in voeten gemeten, bijvoorbeeld prestant 8 voet. De mensuur bepaalt of een register meer rond klinkt (bijvoorbeeld de Holpijp, met een wijde mensuur), of meer gestreken (bijvoorbeeld de Voix céleste met een enge mensuur).

Mensuren worden berekend in mensuurtabellen voor elke noot.
- Geluid van een tuba
- Geluid van hoorns
- Geluid van een Holpijp
- Geluid van een voix céleste